# Zabawkarstwo żywiecko-suskie

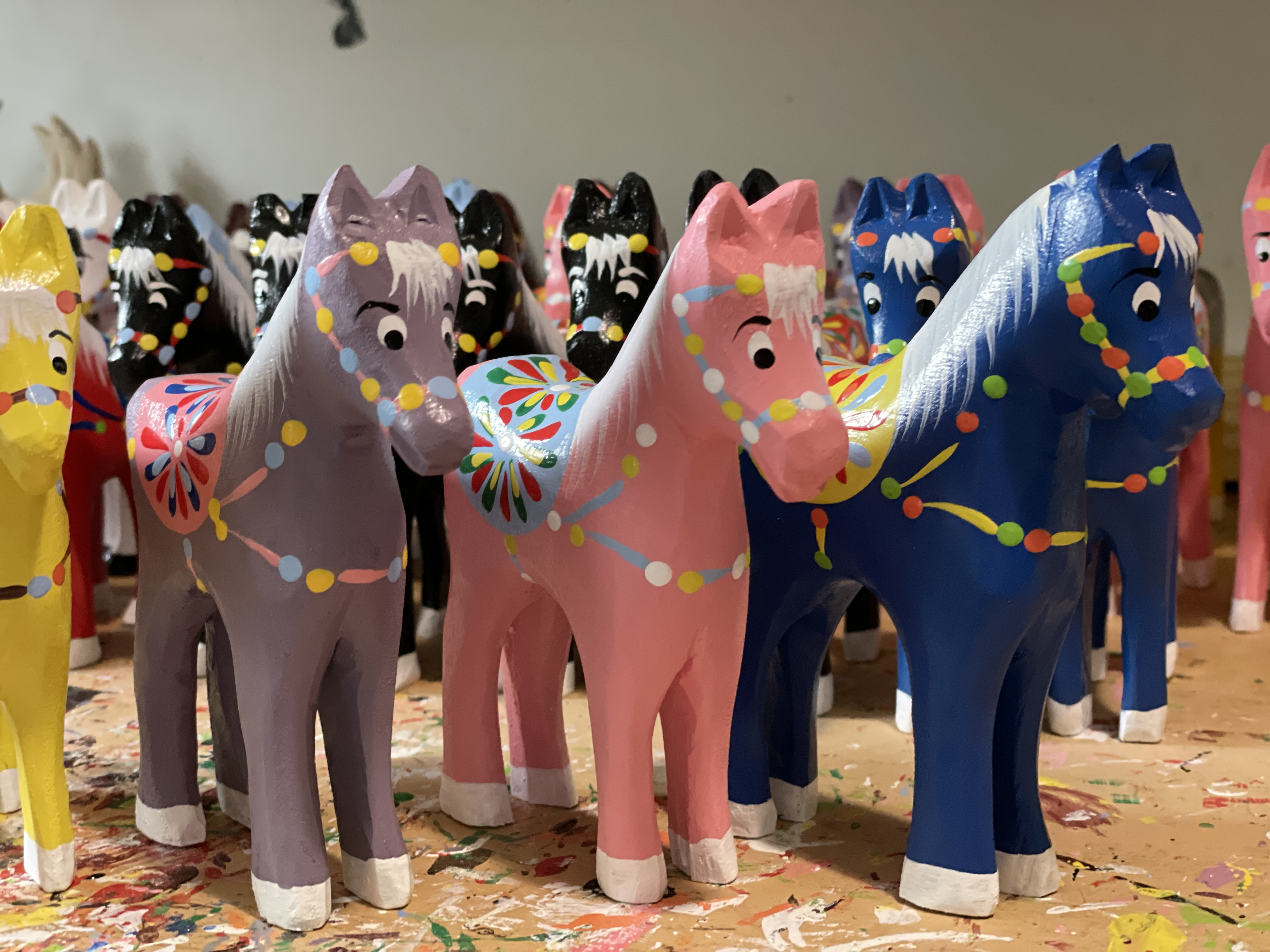
Zabawkowe koniki z pracowni w Stryszawie

Zabawkarstwo żywiecko-suskie – rzemiosło ludowe polegające na ręcznym, chałupniczym wyrobie zabawek drewnianych, wykonywane na obszarze pomiędzy Żywcem a Suchą Beskidzką. Jego początki sięgają XIX wieku, co czyni ośrodek żywiecko-suski najstarszym ośrodkiem zabawkarskim w Polsce. 
Wyrób zabawek to zajęcie rodzinne, a do typowych wytwarzanych wzorów należą m.in. konie, ptaszki, zabawki z elementami ruchomymi (np. karuzelki). Do wyrobu zabawek często wykorzystuje się tradycyjne, proste narzędzia, jak nóż snycerski. Zabawki żywiecko-suskie są bogato zdobione i malowane, co podnosi ich atrakcyjność, a każdy twórca wypracował właściwy sobie wariant obróbki i dekorowania wyrobów. Zabawki ludowe można nabyć podczas jarmarków, imprez folklorystycznych i różnego typu wydarzeń związanych z dziedzictwem kulturowym. Dla samych zabawkarzy i mieszkańców regionu tradycje zabawkarskie stanowią powód do dumy, zjawisko wyróżniające ich region oraz ważny element lokalnej tożsamości.

## Geografia
Żywiecki ośrodek zabawkarski to obszar znajdujący się pomiędzy miejscowościami Żywiec (woj. śląskie) a Sucha Beskidzka (woj. małopolskie). Z chałupniczej produkcji zabawek znane były m.in. wsie Przyborów, Koszarawa, Pewel Wielka, Kocoń oraz Lachowice, Kurów, Kuków i Stryszawa. Obecnie ręcznym wyrobem zabawek drewnianych zajmują się głównie twórcy zamieszkujący gminę Stryszawa oraz pobliską Jeleśnię.

## Historia
Żywiecki ośrodek zabawkarski jest najstarszym tego typu ośrodkiem w Polsce. Pierwsze informacje o produkcji zabawek na tym terenie pochodzą z XIX wieku, a jednym z pierwszych udokumentowanych miejsc produkcji zabawek jest Koszarawa. Początkowo zabawkarstwo stanowiło zajęcie wykonywane przy okazji innych prac rzemieślniczych jako dodatkowe źródło zarobku, zwłaszcza dla okolicznych rolników oraz na potrzeby ich dzieci i wnuków. Wykonywane było sezonowo w okresach mniej nasilonych prac w gospodarstwie. Intensywny rozwój zabawkarstwa na tym terenie przypada na połowę wieku XIX. Z czasem pojawili się wyspecjalizowani rzemieślnicy trudniący się wyłącznie produkcją zabawek ludowych. Rozwój tego rzemiosła nabrał intensywności, gdy w latach 30. XX wieku w wyniku pojawienia się tańszych produktów fabrycznych, spadł popyt na tradycyjne rzemieślnicze wyroby drewniane, jak maglownice, wałki czy tłuczki. Poboczna dotychczas twórczość zabawkarska stała się wtedy jednym z głównych źródeł utrzymania. Ośrodek ten cechuje się zmienną intensywnością wykonywania rękodzieła w różnych miejscowościach na przestrzeni lat: zmniejszaniem produkcji w jednych, a nasilaniem w innych.  

## Wzory

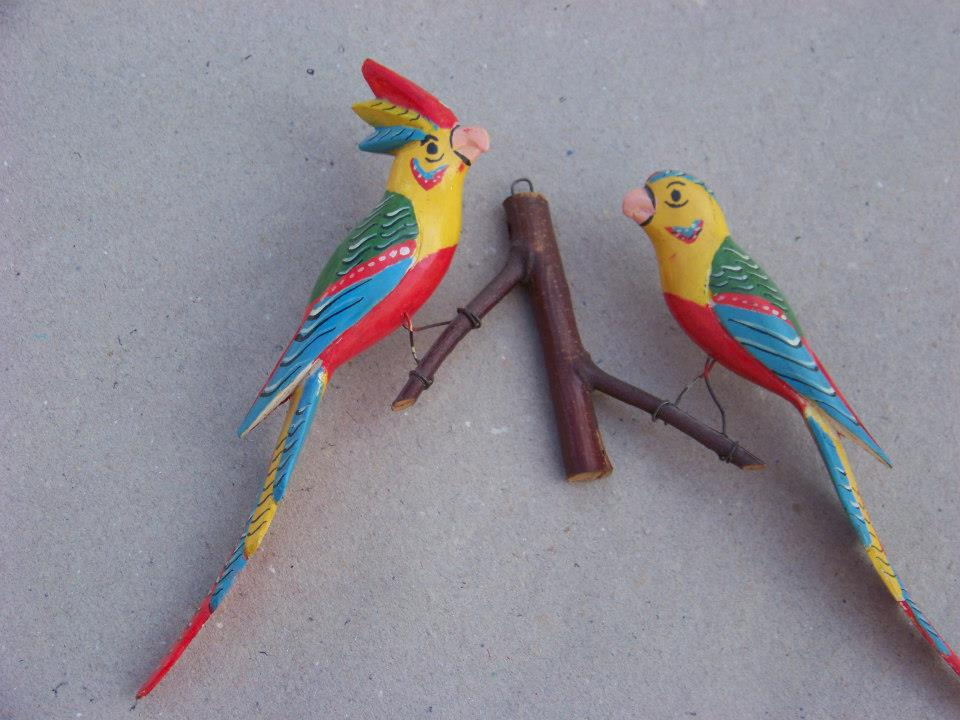
Figurki papug wykonane przez twórcę zabawek ze Stryszawy, Juliana Mentela

Do najstarszych typów zabawek wytwarzanych na tym terenie należą "scyrkowki" - drewniane grzechotki na patyku wypełnione kamykami. Ich nazwa pochodzi od drewnianych (później metalowych) dzwonków pasterskich wyrabianych przez sitarzy z Koszarawy na potrzeby owczarzy. 
Jeszcze przed I wojną światową tworzone były takie zabawki jak: bryczki zaprzęgnięte w konie ("karetki"), kołyski ("kolybki"), taczki, łóżeczka, karuzelki i skrzyneczki. Około 1933 r. pojawiły się kolejne wzory: ptaszki dziobiące ziarna ("kohótki dzióbate") i ptaki machające skrzydłami ("klepoki"). Ich pojawienie się było niewątpliwie wynikiem zainspirowania się lokalnych twórców wyrobami fabryki zabawkarskiej w Leżajsku. Nie były to jednak wierne kopie produktów fabrycznych, a wersje przekształcone. 
Na początku XX wieku w Stryszawie pojawiły się także figurki ptaków. Do najciekawszych należą kolorowe, fantazyjnie malowane tzw. rajskie ptaszki. W Stryszawie do dzisiaj używa się ich m.in. do przybierania choinek bożonarodzeniowych. 
Koniki znane były jeszcze przed I wojną światową. Z początku były to proste figurki, tzw. capy. Z czasem zabawkarze zaczęli wytwarzać figurki o bardziej wyrafinowanych, naturalnych kształtach, zwane "wyścigowcami". Wytwarzali je rzemieślnicy zwłaszcza z miejscowości Lachowice, Koszarawa, Pewel Wielka, a niekiedy także ze Stryszawy. Do asortymentu dodane zostały też wozy drabiniaste zaprzęgnięte w koniki, karuzelki z umieszczonymi na nich figurkami zwanymi "gwariatami" oraz tzw. klepoki – ptaszki z ruchomymi skrzydłami. 
Dzisiejsi twórcy do odziedziczonych z przeszłości wzorów także dodają kolejne formy, dzięki czemu zabawkarstwo to wciąż rozwijająca się, żywa forma rzemiosła ludowego.

## Technika i zdobienie
Ośrodek twórczy cechuje się określonymi cechami wspólnymi wykonywanych przedmiotów. Produkcja zabawek była i jest zajęciem rodzinnym. W przeszłości zaangażowane w nią były wszystkie pokolenia w zależności od swoich możliwości i umiejętności, na różnych etapach tworzenia zabawki. Zabawki produkowane w ośrodku żywiecko-suskim były zawsze zabawkami drewnianymi. Do produkcji zasadniczych elementów zabawek najczęściej wykorzystuje się drewno sosny wejmutki, które charakteryzuje się miękkością i małą zawartością żywicy. Elementy mniejsze albo ruchome wykonuje się z twardszych gatunków drewna.
Do pracy służą proste narzędzia. Część z nich wykorzystuje się nadal, m.in. nóż szewski („gnyp”), cyrkiel, którym „ryzowane” są dekoracyjne motywy geometryczne oraz drewniane imadło z siedziskiem („dziadek”). Twórcy z tego ośrodka cechowali się przywiązaniem do tradycyjnego zestawu narzędzi i technik produkcji.
Przypuszcza się, że pierwsze zabawki nie były zdobione. Z czasem, aby dodać wyrobom atrakcyjności, zabawki zaczęto zdobić poprzez malowanie i grawerowanie, a każdy twórca wypracował własną, rozpoznawalną technikę wyrobu i zdobienia. Do czasów I wojny światowej do malowania zabawek używano tylko jednego, buraczano-fioletowego koloru farby i grawerowano je półokrągłym rylcem w motywy gwiazdy sosrębowej, kratki lub kilku linii wychodzących promieniście z jednego punktu. W okresie międzywojennym pojawiły się barwniki anilinowe w kolorze żółtym i szmaragdowym; koloru buraczkowego używano nadal do malowania koników; dla dodania połysku powlekano figurki roztworem kleju. Wraz z rozwojem zdobnictwa niektórzy twórcy zaczęli opracowywać własne wzorniki motywów do dekoracji różnych typów zabawek. 

## Handel
W przedwojennej Polsce handel zabawkami prowadzony był przez samych rzemieślników podczas lokalnych targów i jarmarków, m.in. na krakowskich Emaus i Rękawce, gdzie chętnie sprzedawano pomalowane na czerwono koniki. W miarę rozwoju ośrodka zabawkarskiego pojawili się pośrednicy, dzięki którym produkowane na Żywiecczyźnie zabawki docierały w inne części Polski. W okresie PRL zabawkarstwo, tak jak wiele innych gałęzi twórczości ludowej, zostało objęte wsparciem państwowym, a sprzedażą tego rękodzieła zajęła się m.in. „Cepelia”. W XXI wieku zabawki ludowe znaleźć można m.in. na licznych kiermaszach i imprezach regionalnych, targach i konkursach.

## Znaczenie
Tradycja ręcznego wyrobu zabawek ludowych stanowi dla mieszkańców regionu wartość wyróżniającą i dającą poczucie tożsamości. Wielu zabawkarzy należy do różnych stowarzyszeń zrzeszających twórców, w tym do Stowarzyszenia Twórców Ludowych. Uczestniczą w warsztatach i pokazach, przyczyniając się do popularyzacji tego dziedzictwa.

## Imprezy związane z zabawkarstwem żywiecko-suskim
- Święto Zabawki Ludowej, Stryszawa
- Warsztaty Twórcze, Stryszawa
- Babiogórskie Sklepiki